# 圣王路易堂

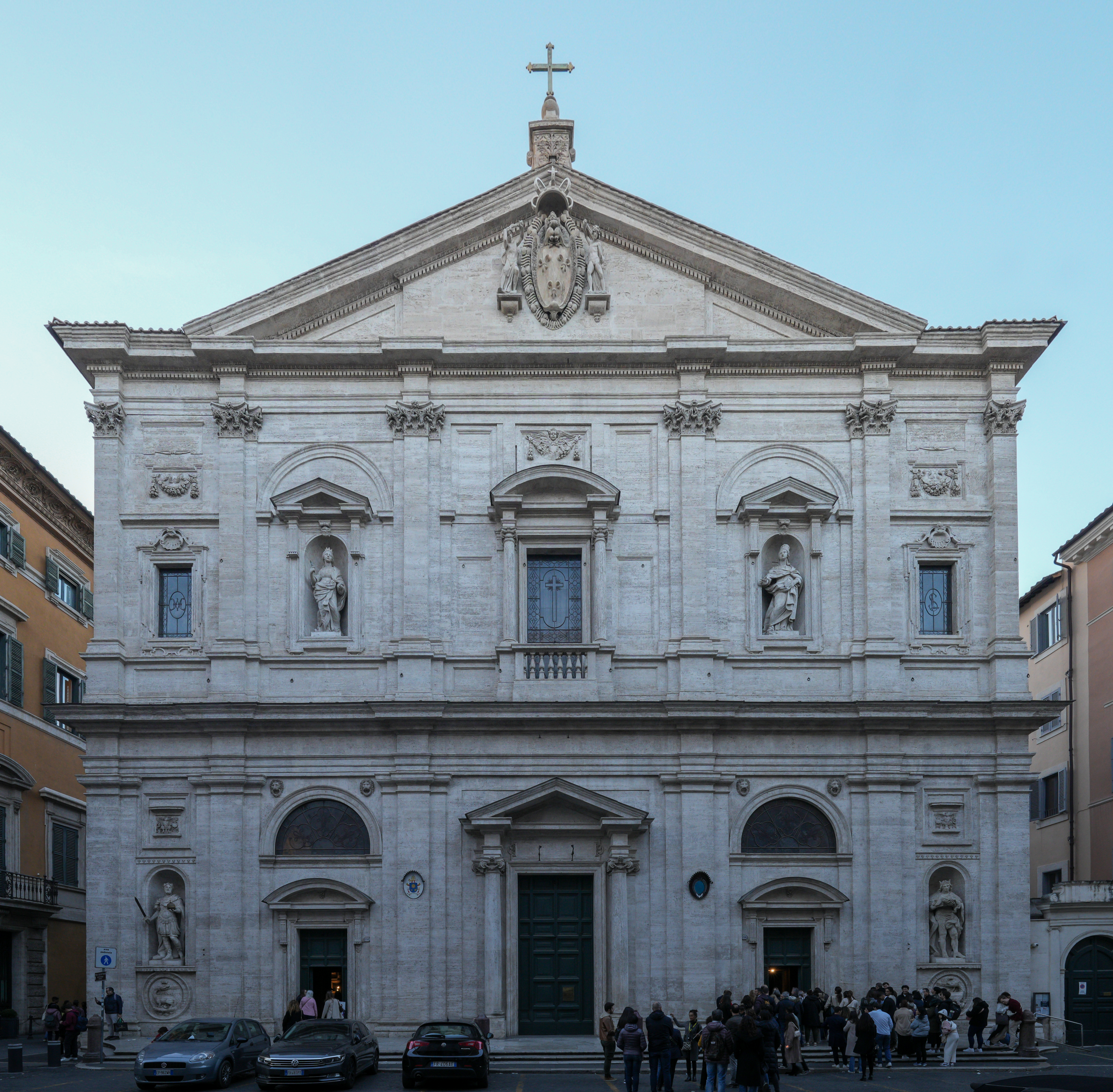
立面

圣王路易堂（義大利語：San Luigi dei Francesi）是罗马市中心的一座聖堂，介于纳沃纳广场和万神殿之间。該聖堂也是司鐸級樞機領銜聖堂。 
这座聖堂的设计者是贾科莫·德拉·波尔塔，由多梅尼科·丰塔纳兴建于1518-1589年。聖堂的建造得到了凯瑟琳·德·美第奇的捐助。它是法国在罗马的国家聖堂，冠名以 圣母、圣丹尼和法国国王路易九世。其法国特征是显而易见的，包括其立面、体现法国历史的雕像：查理大帝、圣路易、圣克洛蒂尔德等。

## 概況
圣王路易堂被选为罗马法国高级神职人员和侨民的墓地：包括古典自由主义经济学家弗雷德里克·巴斯夏，夏多布里昂的情人波利娜博蒙特（1805年死于结核），和路易十五和路易十六的大使伯尼斯红衣主教都埋葬于此。
这座聖堂最著名的艺术品是肯塔瑞里小堂（Contarelli Chapel）内巴洛克大师卡拉瓦乔在1599-1600年所画的三幅著名的玛窦（马太）生平系列画：《圣玛窦蒙召》、《圣玛窦的启示》和《圣玛窦殉道》。
这座聖堂和其他在罗马的法国聖堂一起，由法国驻教廷大使任命的行政官管理。毗邻聖堂的是晚期巴洛克风格的圣王路易宫，兴建于1709-1716年，作为“无财力法国宗教人员和朝圣者复原所”。其门廊有基督半身像，其面容传统上认为是切薩雷·波吉亞的面容。内部设有一个法国国王画像的画廊的一个音乐厅。

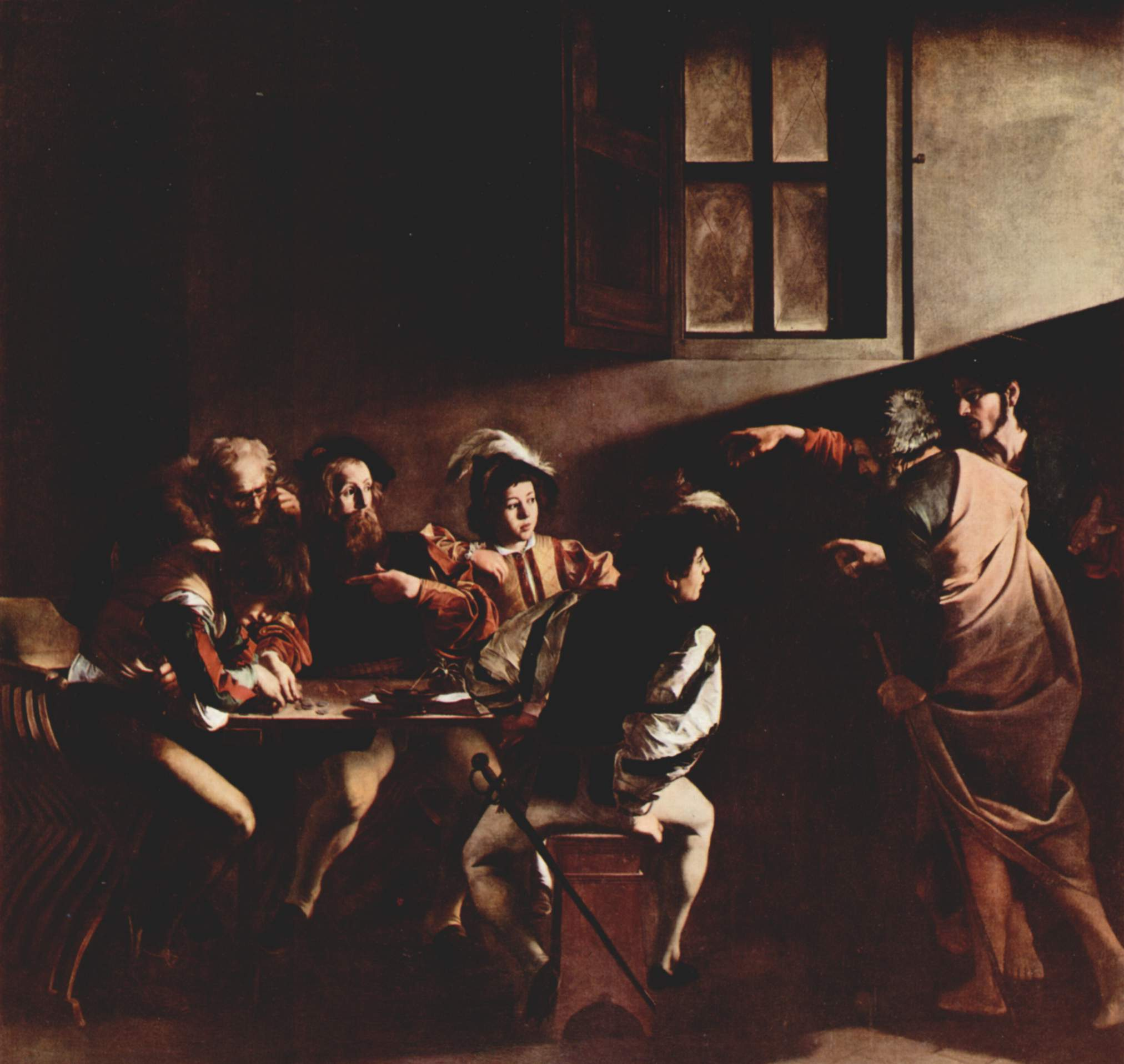
《圣玛窦蒙召》
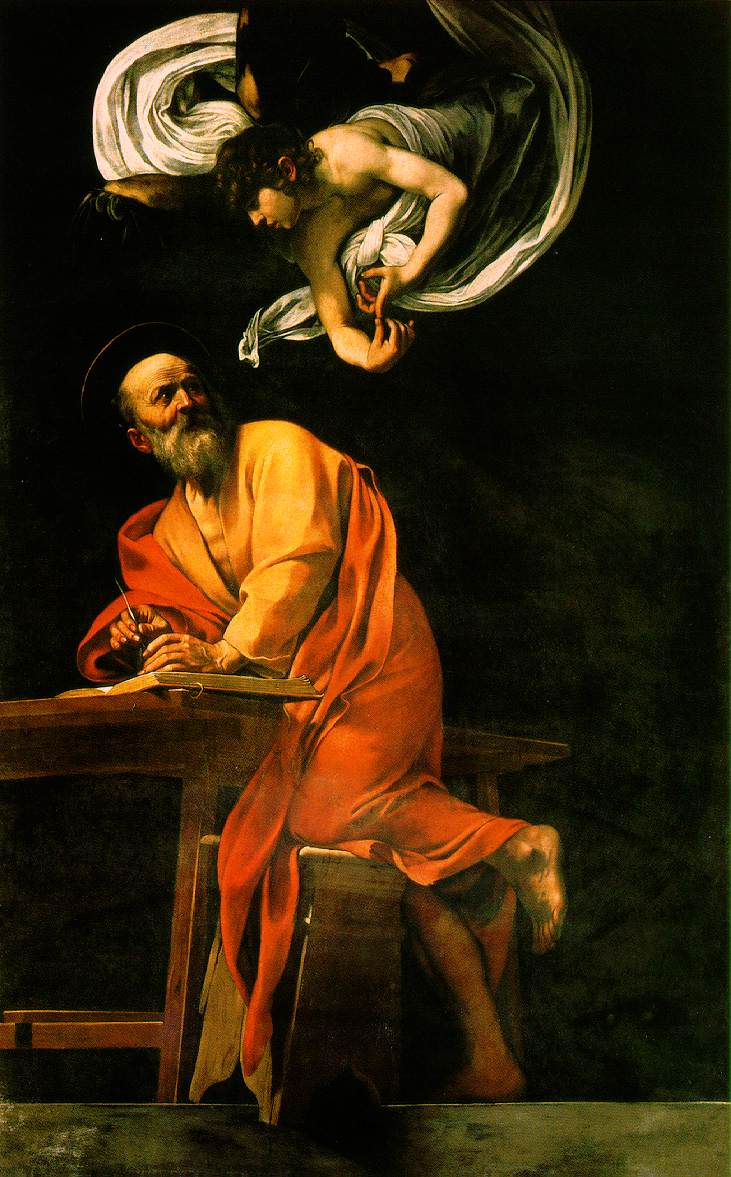
《圣玛窦的启示》
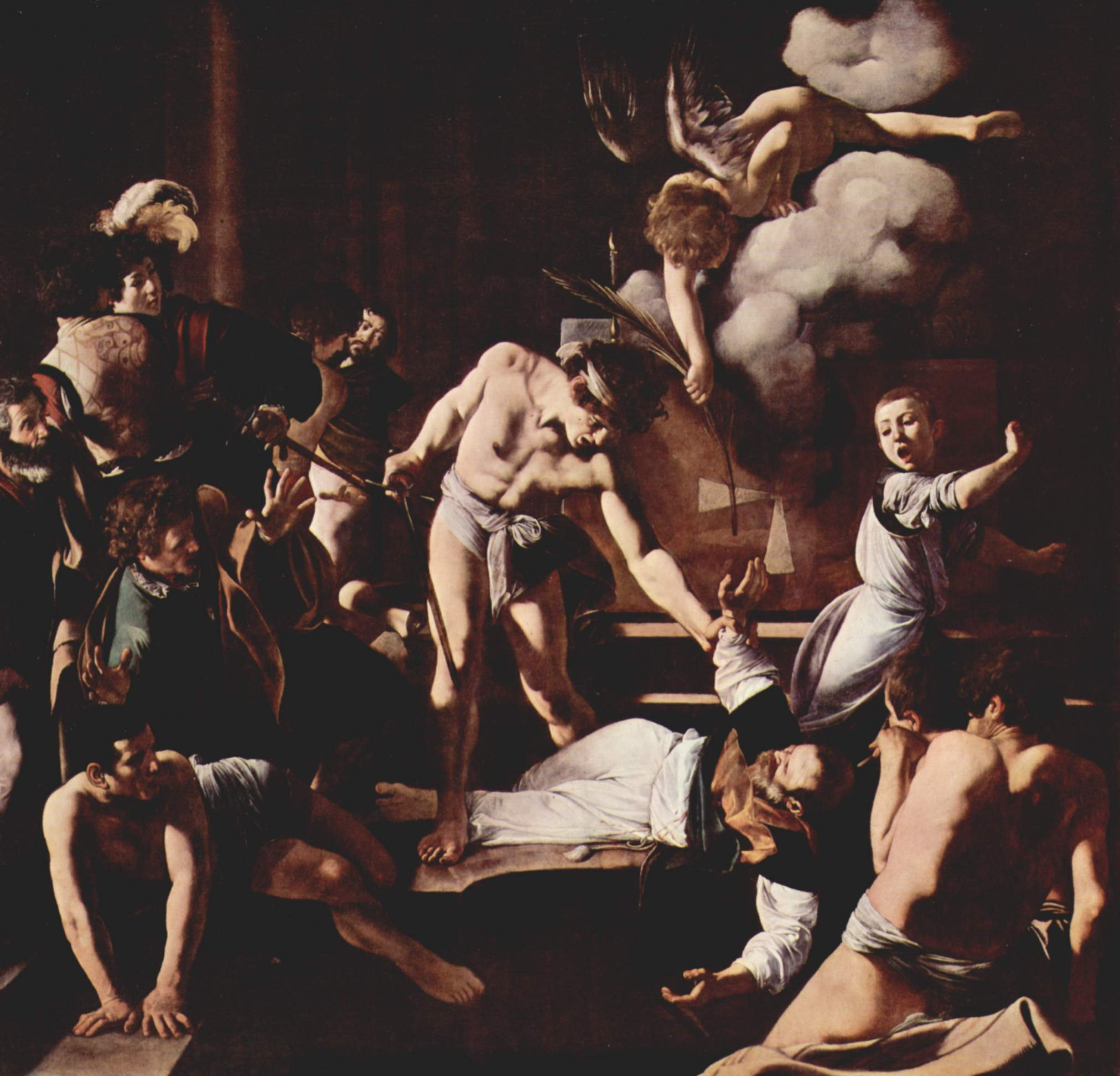
《圣玛窦殉道》
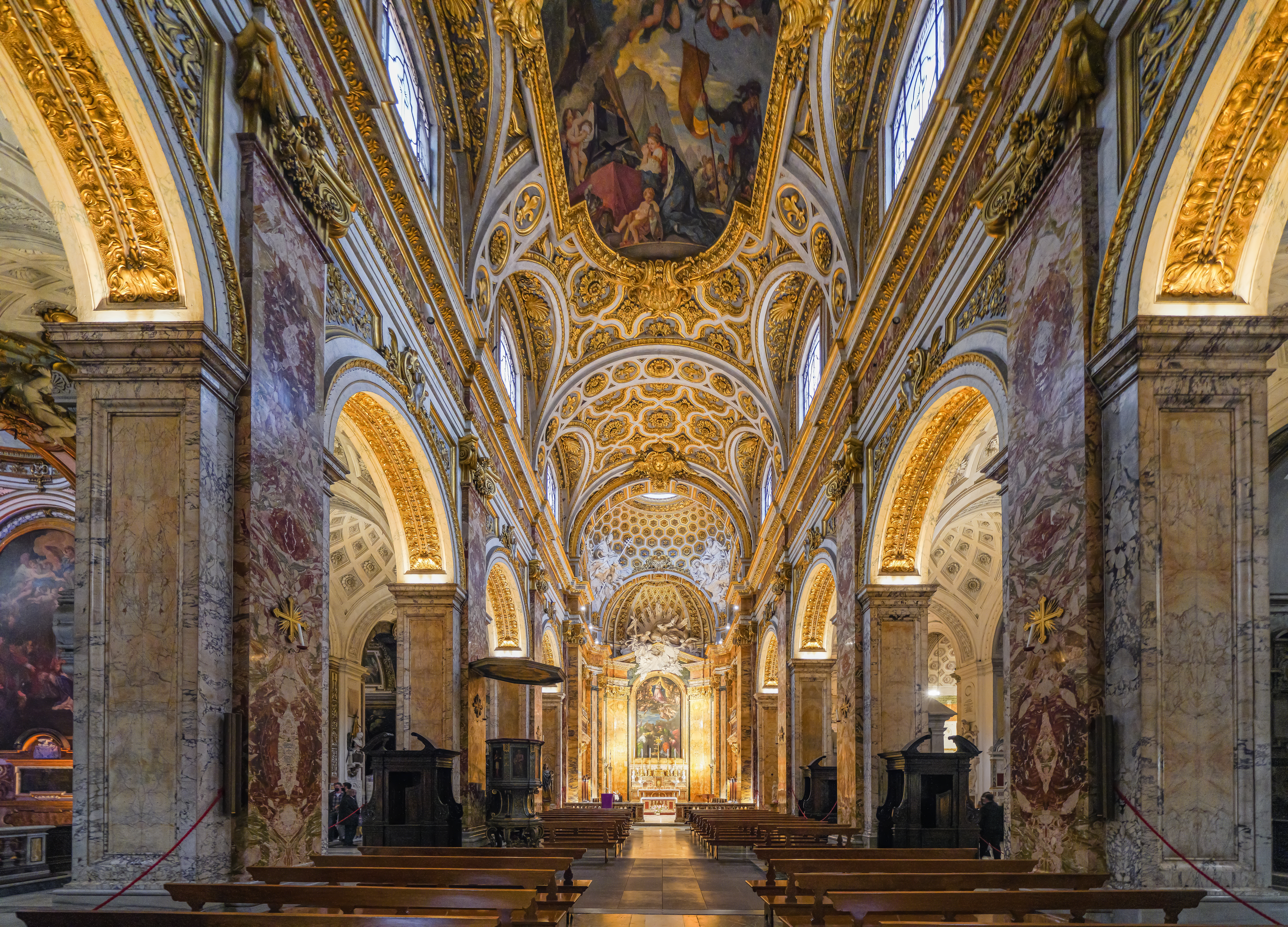
内部
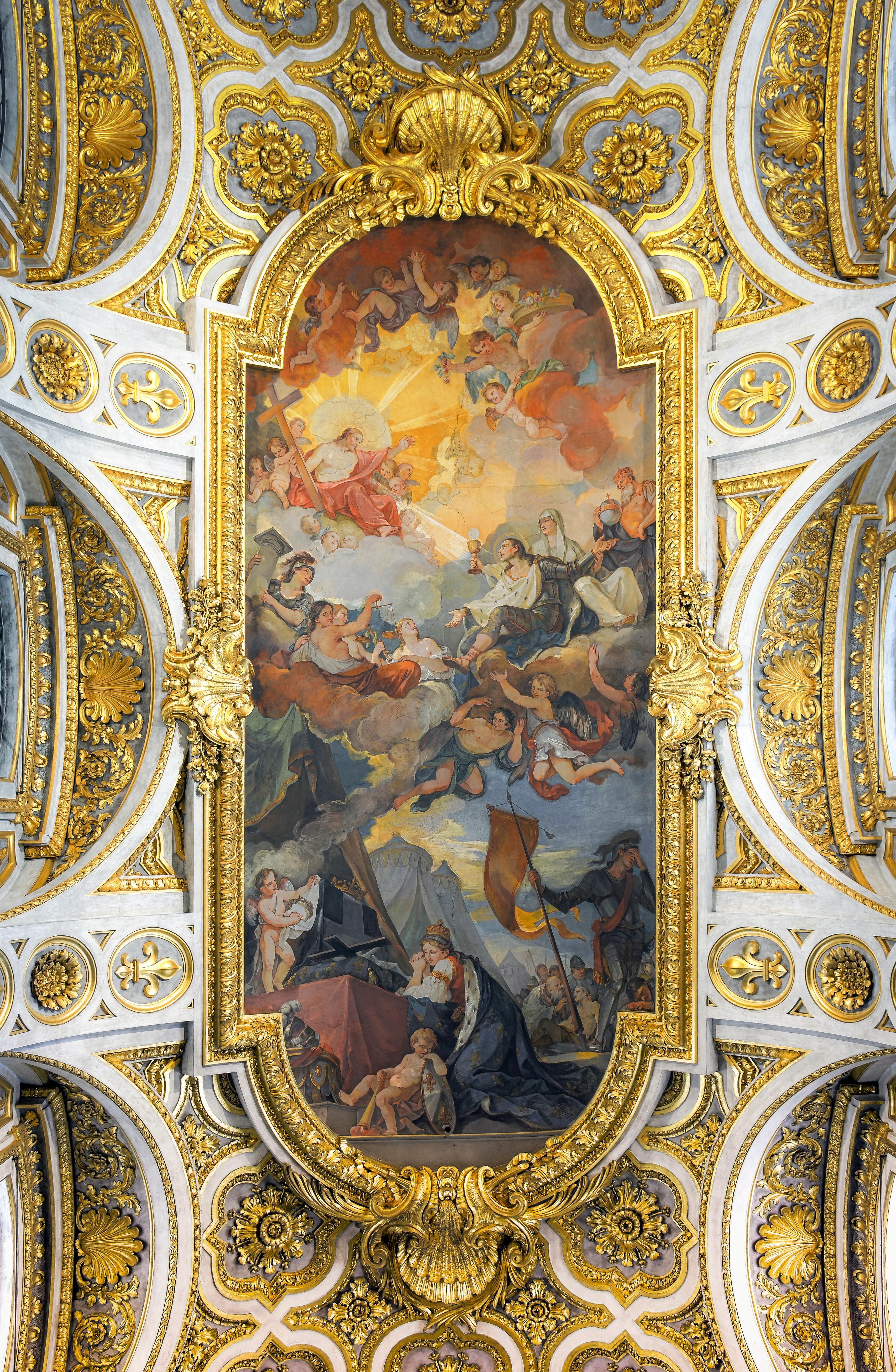
天花板